# Saint-Nazaire (Pyrénées-Orientales)
Pour les articles homonymes, voir Saint-Nazaire (homonymie).
Saint-Nazaire  est une commune française, située dans l'est du département des Pyrénées-Orientales en région Occitanie. Ses habitants sont appelés les Nazairiens. Sur le plan historique et culturel, la commune est dans le Roussillon, une ancienne province du royaume de France, qui a existé de 1659 jusqu'en 1790 et qui recouvrait les trois vigueries du Roussillon, du Conflent et de Cerdagne.
Exposée à un climat méditerranéen, elle est drainée par le Réart, la Fosseille. La commune possède un patrimoine naturel remarquable : deux sites Natura 2000 (le « complexe lagunaire de Canet-Saint Nazaire » et le « complexe lagunaire de Canet »), un espace protégé (l'« étang de Canet - Saint-Nazaire ») et trois zones naturelles d'intérêt écologique, faunistique et floristique.
Saint-Nazaire est une commune rurale et littorale qui compte 2 786 habitants en 2022, après avoir connu une forte hausse de la population depuis 1975. Elle fait partie de l'aire d'attraction de Perpignan. Ses habitants sont appelés les Nazairiens ou  Nazairiennes.

## Géographie

### Localisation
La commune de Saint-Nazaire se trouve dans le département des Pyrénées-Orientales, en région Occitanie.
Elle se situe à 8 km à vol d'oiseau de Perpignan, préfecture du département, et à 4 km de Canet-en-Roussillon, bureau centralisateur du canton de la Côte sableuse dont dépend la commune depuis 2015 pour les élections départementales.
La commune fait en outre partie du bassin de vie de Perpignan.
Les communes les plus proches sont : 
Alénya (3,2 km), Saleilles (3,6 km), Cabestany (4,3 km), Canet-en-Roussillon (4,4 km), Théza (4,6 km), Saint-Cyprien (5,6 km), Corneilla-del-Vercol (5,9 km), Villelongue-de-la-Salanque (6,7 km).
Sur le plan historique et culturel, Saint-Nazaire fait partie de l'ancienne province du royaume de France, le Roussillon, qui a existé de 1659 jusqu'à la création du département des Pyrénées-Orientales en 1790 et qui recouvrait les trois vigueries du Roussillon, du Conflent et de Cerdagne.

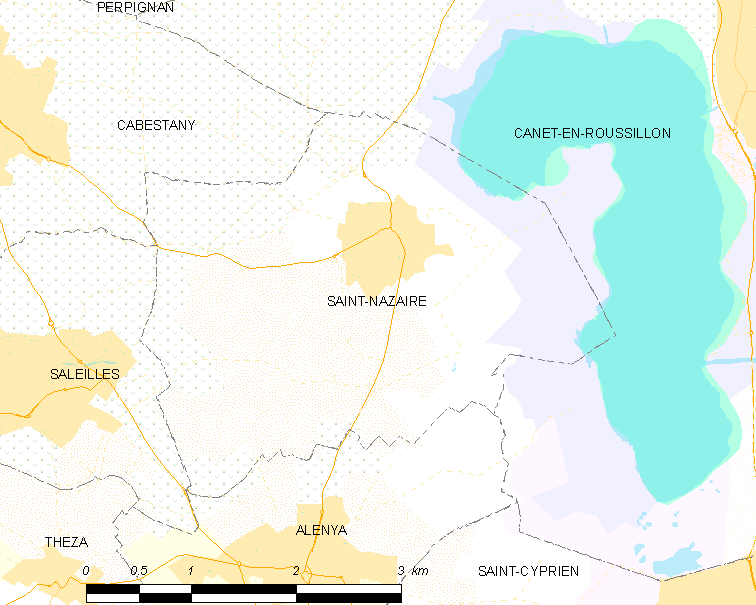
Situation de la commune.

| Cabestany |               | Canet-en-Roussillon |
| Saleilles | Saint-Nazaire |                     |
|           | Alénya        |                     |

### Géologie et relief

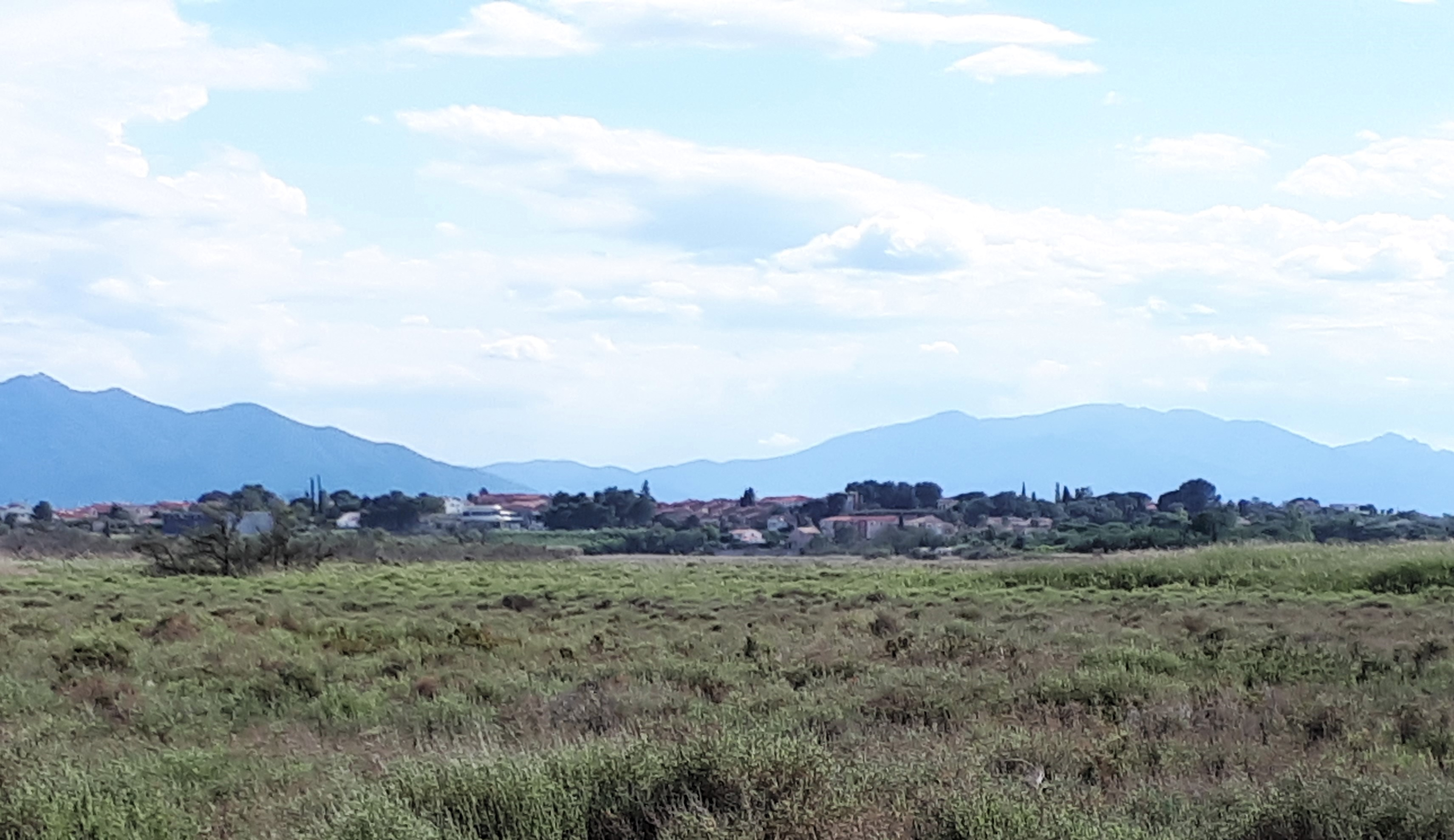
Le village est situé sur une butte qui repose sur un affleurement isolé de dépôts continentaux du Pliocène (principalement des sables et des graviers), déposés par des rivières il y a environ 4 millions d'années. La plaine environnante est couverte de dépôts plus récents du Pléistocène supérieur et de l'Holocène, y compris des dépôts lagunaires (boues et limons) au premier plan. À l'arrière-plan, les massifs des Albères et du Vallespir (formations paléozoïques).

La superficie de la commune est de 1 033 hectares. L'altitude varie entre 0 et 18 mètres.
La commune est classée en zone de sismicité 3, correspondant à une sismicité modérée.

### Hydrographie
Juste au nord du village, le Réart, qui prend sa source dans les Aspres, se jette dans l'étang de Canet.
La Fosseille (la Fossella), dont la source se situe sur la commune de Perpignan et qui a une longueur de 10 km, passe au nord du village et se termine sur la commune à l'étang de Canet.

### Climat
Pour des articles plus généraux, voir Climat de l'Occitanie et Climat des Pyrénées-Orientales.
En 2010, le climat de la commune est de type climat méditerranéen franc, selon une étude du CNRS s'appuyant sur une série de données couvrant la période 1971-2000. En 2020, Météo-France publie une typologie des climats de la France métropolitaine dans laquelle la commune est exposée à un climat méditerranéen et est dans la région climatique Provence, Languedoc-Roussillon, caractérisée par une pluviométrie faible en été, un très bon ensoleillement (2 600 h/an), un été chaud (21,5 °C), un air très sec en été, sec en toutes saisons, des vents forts (fréquence de 40 à 50 % de vents > 5 m/s) et peu de brouillards.
Pour la période 1971-2000, la température annuelle moyenne est de 15,2 °C, avec une amplitude thermique annuelle de 15,4 °C. Le cumul annuel moyen de précipitations est de 586 mm, avec 4,9 jours de précipitations en janvier et 2,1 jours en juillet. Pour la période 1991-2020, la température moyenne annuelle observée sur la station météorologique la plus proche, située sur la commune de Canet-en-Roussillon à 5 km à vol d'oiseau, est de 15,9 °C et le cumul annuel moyen de précipitations est de 658,3 mm,. Pour l'avenir, les paramètres climatiques de la commune estimés pour 2050 selon différents scénarios d’émission de gaz à effet de serre sont consultables sur un site dédié publié par Météo-France en novembre 2022.

### Milieux naturels et biodiversité

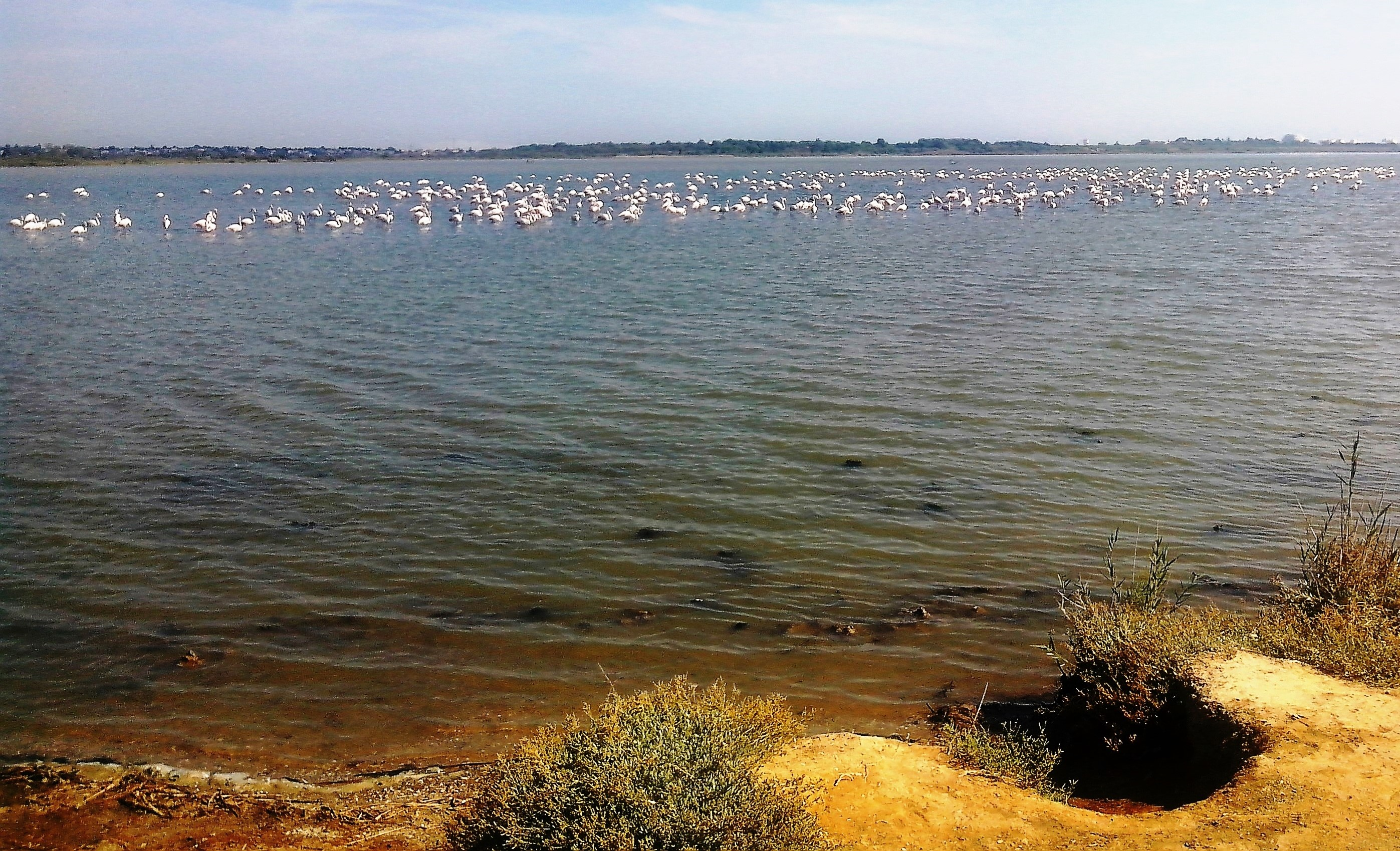
Des flamants roses dans un secteur de l'étang de Canet - Saint-Nazaire situé sur la commune.

#### Espaces protégés
La protection réglementaire est le mode d’intervention le plus fort pour préserver des espaces naturels remarquables et leur biodiversité associée,.
Un  espace protégé est présent sur la commune : 
l'« étang de Canet - Saint-Nazaire », un terrain acquis par le Conservatoire du Littoral, d'une superficie de 1 181,7 ha,.

#### Réseau Natura 2000

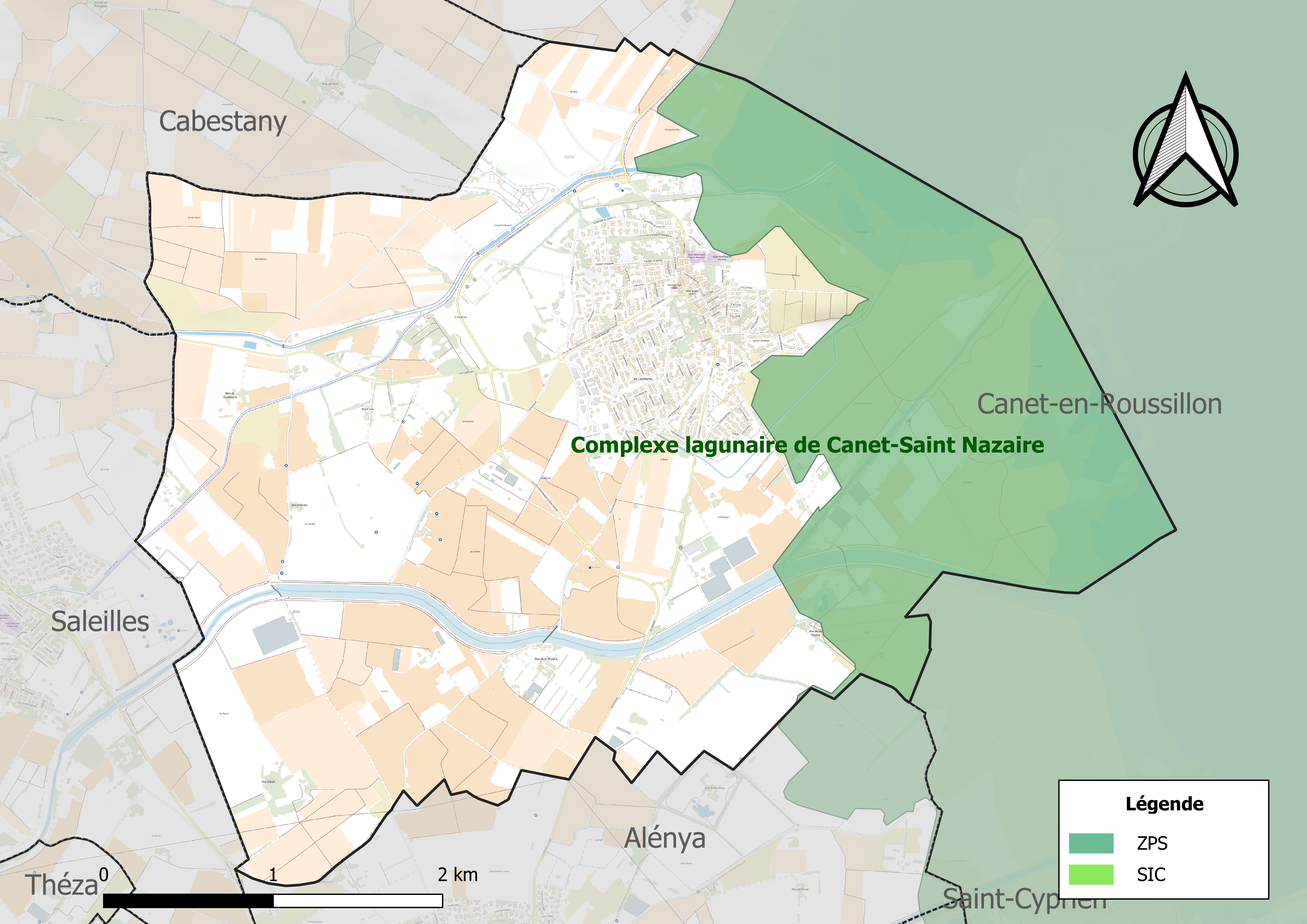
Site Natura 2000 sur le territoire communal.

Le réseau Natura 2000 est un réseau écologique européen de sites naturels d'intérêt écologique élaboré à partir des directives habitats et oiseaux, constitué de zones spéciales de conservation (ZSC) et de zones de protection spéciale (ZPS).
Un site Natura 2000 a été défini sur la commune au titre de la directive habitats.
- le « complexe lagunaire de Canet », d'une superficie de 1 872 ha, l'élément le plus méridional qui subsiste en France du grand ensemble lagunaire du languedoc-Roussillon. Il s'agit d'une lagune évoluée, à un stade de maturité où la coupure avec la mer est en train de s'effectuer et où les apports d'eau douce deviennent prépondérants[23] et  au titre de la directive oiseaux[22]
- le « complexe lagunaire de Canet-Saint Nazaire », d'une superficie de 1 869 ha, joue différents rôles en fonction des saisons et des espèces d'oiseaux : aires de repos, aires de nidification (roselières et milieux  dunaires, notamment), zones d'alimentation (plan d'eau, prairies pâturées). Le site accueille ainsi de nombreuses espèces de l'annexe 1 avec des effectifs souvent significatifs. On signalera notamment la Talève sultane, pour laquelle l'étang constitue le seul site de nidification actuellement connu  en France[24].

#### Zones naturelles d'intérêt écologique, faunistique et floristique
L’inventaire des zones naturelles d'intérêt écologique, faunistique et floristique (ZNIEFF) a pour objectif de réaliser une couverture des zones les plus intéressantes sur le plan écologique, essentiellement dans la perspective d’améliorer la connaissance du patrimoine naturel national et de fournir aux différents décideurs un outil d’aide à la prise en compte de l’environnement dans l’aménagement du territoire.
Deux ZNIEFF de type 1 sont recensées sur la commune :
l'« étang de Canet » (630 ha), couvrant 2 communes du département et 
la « zone humide de l'étang de Canet » (945 ha), couvrant 4 communes du département
et une ZNIEFF de type 2, : 
le « complexe lagunaire de Canet-Saint-Nazaire » (1 912 ha), couvrant 4 communes du département.

Carte des ZNIEFF de type 1 et 2 à Saint-Nazaire.
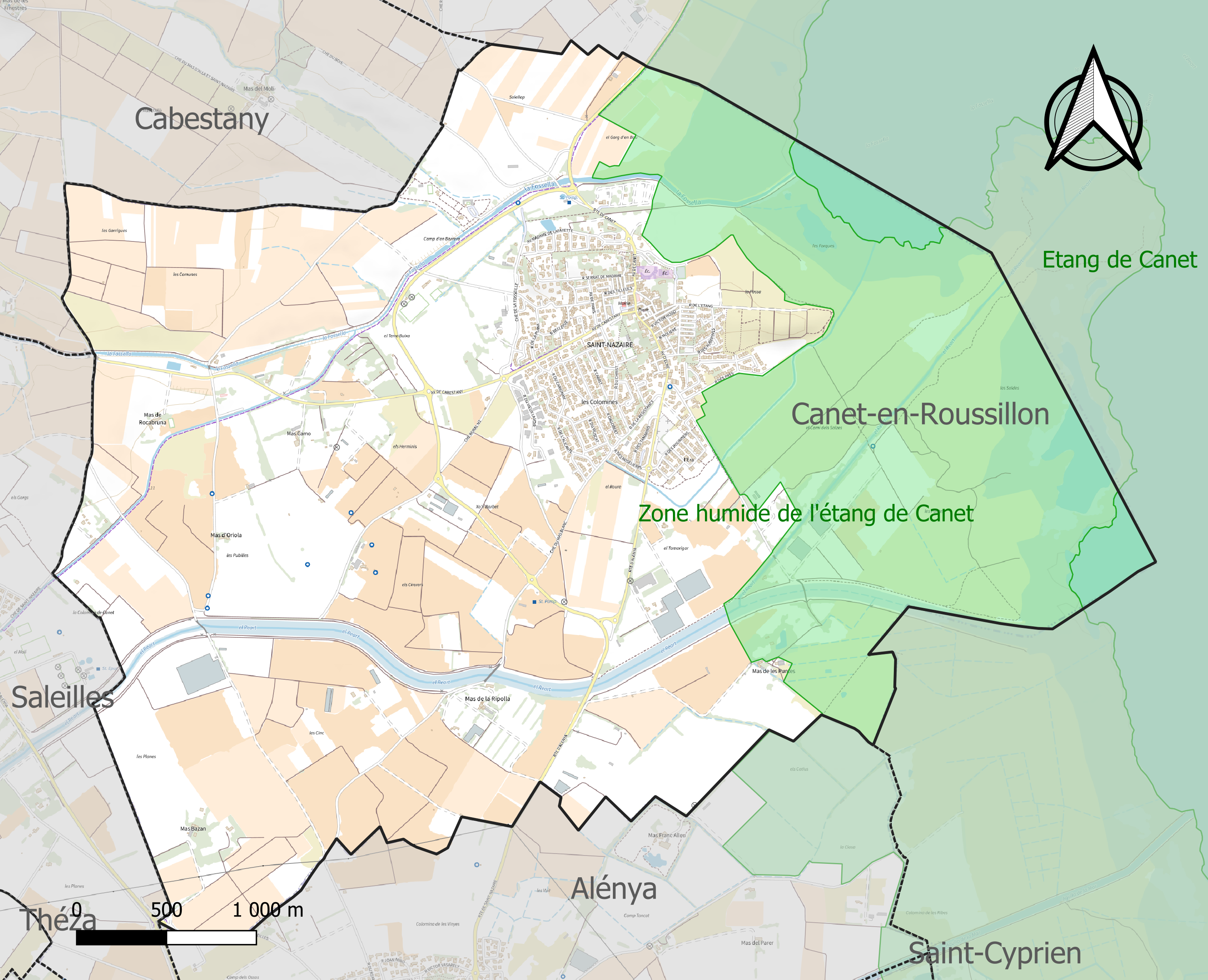
Carte des ZNIEFF de type 1 sur la commune.
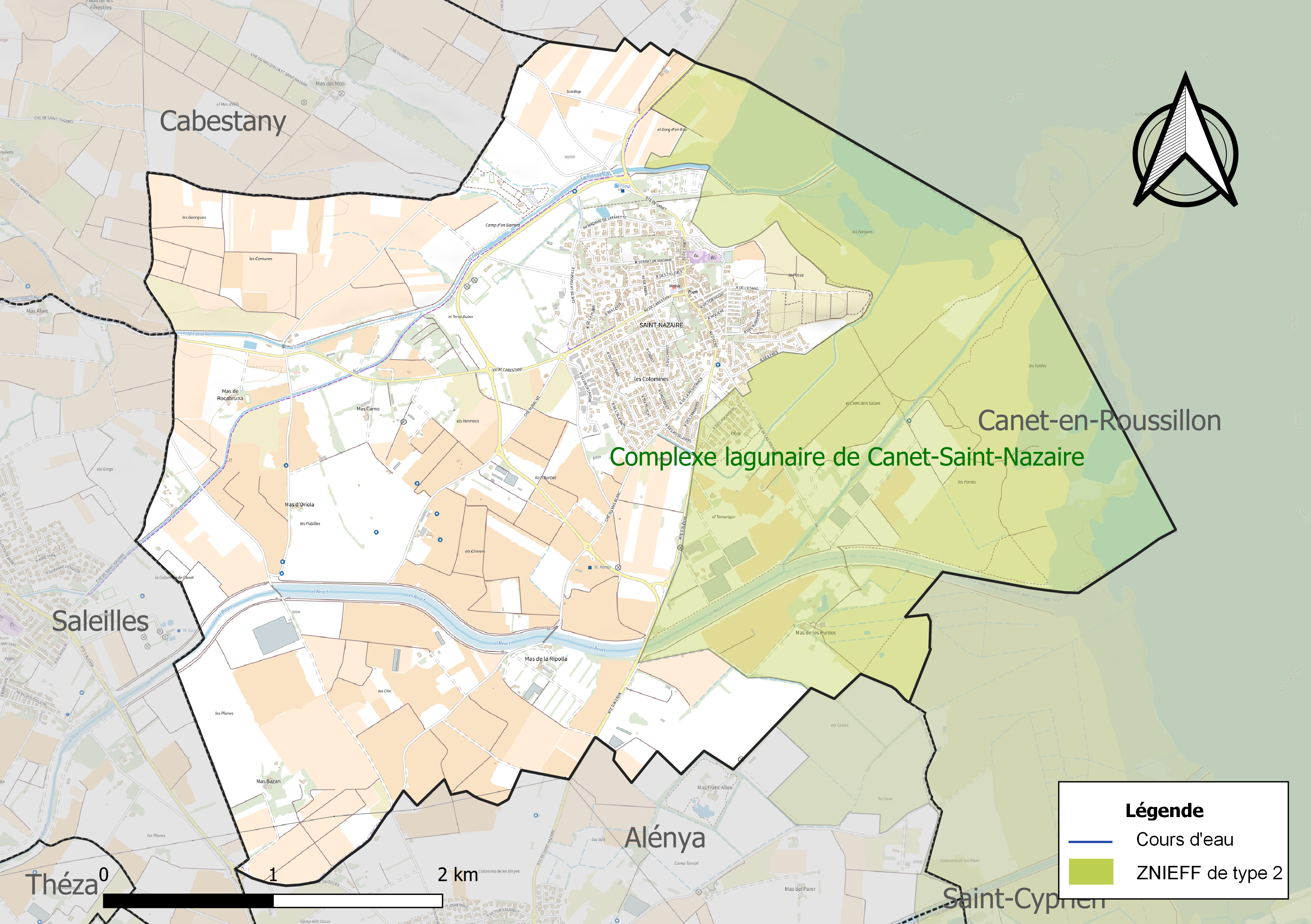
Carte de la ZNIEFF de type 2 sur la commune.

## Urbanisme

### Typologie
Au 1er janvier 2024, Saint-Nazaire est catégorisée bourg rural, selon la nouvelle grille communale de densité à sept niveaux définie par l'Insee en 2022.
Elle appartient à l'unité urbaine de Saint-Nazaire, une unité urbaine monocommunale constituant une ville isolée,. Par ailleurs la commune fait partie de l'aire d'attraction de Perpignan, dont elle est une commune de la couronne,. Cette aire, qui regroupe 118 communes, est catégorisée dans les aires de 200 000 à moins de 700 000 habitants,.
La commune, bordée par la mer Méditerranée, est également une commune littorale au sens de la loi du 3 janvier 1986, dite loi littoral. Des dispositions spécifiques d’urbanisme s’y appliquent dès lors afin de préserver les espaces naturels, les sites, les paysages et l’équilibre écologique du littoral, tel le principe d'inconstructibilité, en dehors des espaces urbanisés, sur la bande littorale des 100 mètres, ou plus si le plan local d’urbanisme le prévoit.

### Occupation des sols
L'occupation des sols de la commune, telle qu'elle ressort de la base de données européenne d’occupation biophysique des sols Corine Land Cover (CLC), est marquée par l'importance des territoires agricoles (77,3 % en 2018), en diminution par rapport à 1990 (78,9 %). La répartition détaillée en 2018 est la suivante : 
cultures permanentes (56,1 %), zones agricoles hétérogènes (21,2 %), zones humides côtières (13,1 %), zones urbanisées (7,5 %), eaux maritimes (2,2 %). L'évolution de l’occupation des sols de la commune et de ses infrastructures peut être observée sur les différentes représentations cartographiques du territoire : la carte de Cassini (XVIIIe siècle), la carte d'état-major (1820-1866) et les cartes ou photos aériennes de l'IGN pour la période actuelle (1950 à aujourd'hui).

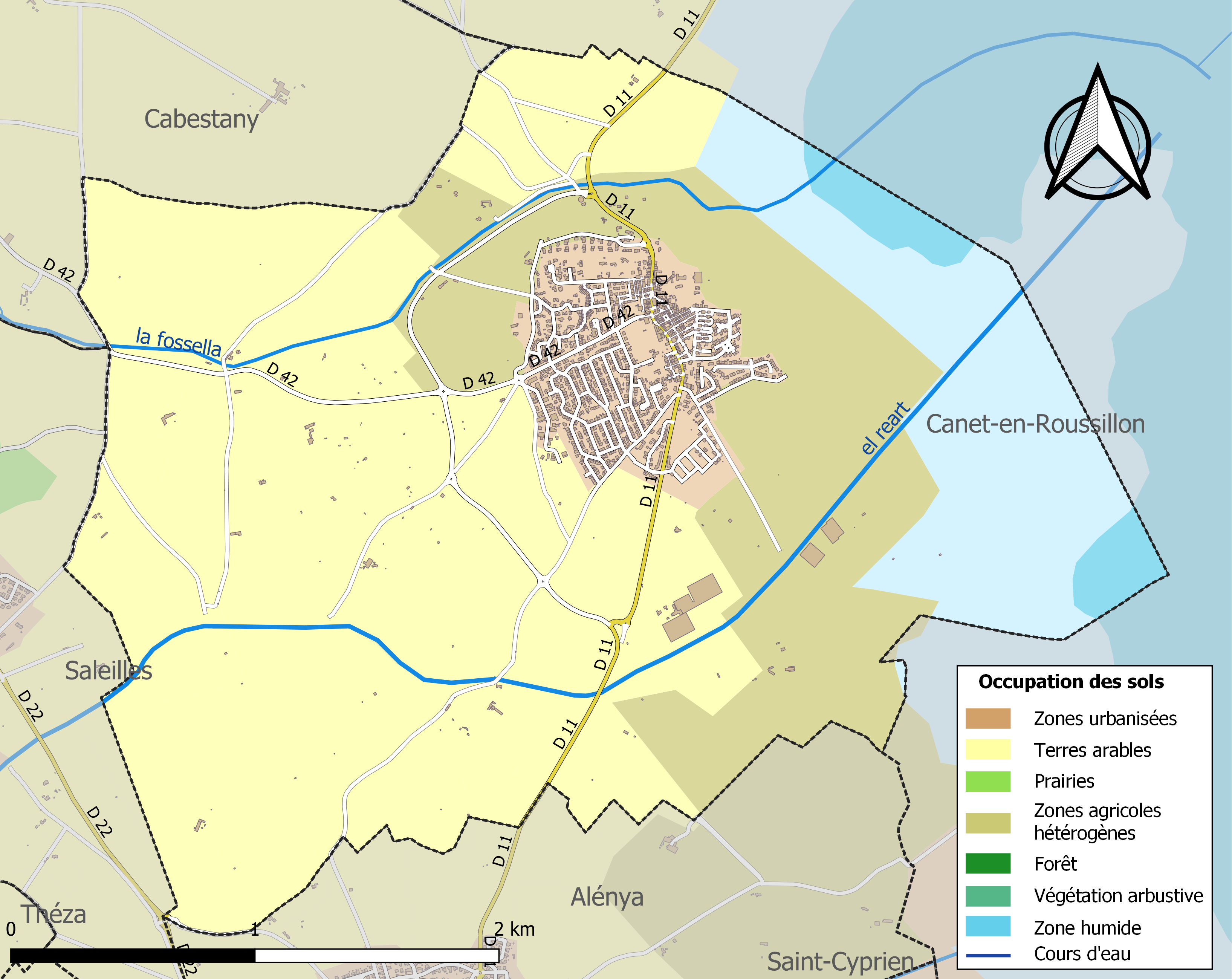
Carte des infrastructures et de l'occupation des sols de la commune en 2018 (CLC).

### Voies de communication et transports
La ligne 22 (Saint-Nazaire Era - Perpignan Massilia - Gare de Perpignan) du réseau urbain Sankéo assure la desserte de la commune.

### Risques majeurs
Le territoire de la commune de Saint-Nazaire est vulnérable à différents aléas naturels : inondations, climatiques (grand froid ou canicule), mouvements de terrains et séisme (sismicité modérée),.
Certaines parties du territoire communal sont susceptibles d’être affectées par le risque d’inondation par crue torrentielle de cours d'eau du bassin du Réart. La commune fait partie du territoire à risques importants d'inondation (TRI) de Perpignan-Saint-Cyprien, regroupant 43 communes du bassin de vie de l'agglomération perpignanaise, un des 31 TRI qui ont été arrêtés le 12 décembre 2012 sur le bassin Rhône-Méditerranée. Des cartes des surfaces inondables ont été établies pour trois scénarios : fréquent (crue de temps de retour de 10 ans à 30 ans), moyen (temps de retour de 100 ans à 300 ans) et extrême (temps de retour de l'ordre de 1 000 ans, qui met en défaut tout système de protection),.
Les mouvements de terrains susceptibles de se produire sur la commune sont soit des mouvements liés au retrait-gonflement des argiles, soit des glissements de terrains. Une cartographie nationale de l'aléa retrait-gonflement des argiles permet de connaître les sols argileux ou marneux susceptibles vis-à-vis de ce phénomène.
Ces risques naturels sont pris en compte dans l'aménagement du territoire de la commune par le biais d'un plan de prévention des risques inondations et mouvements de terrains.

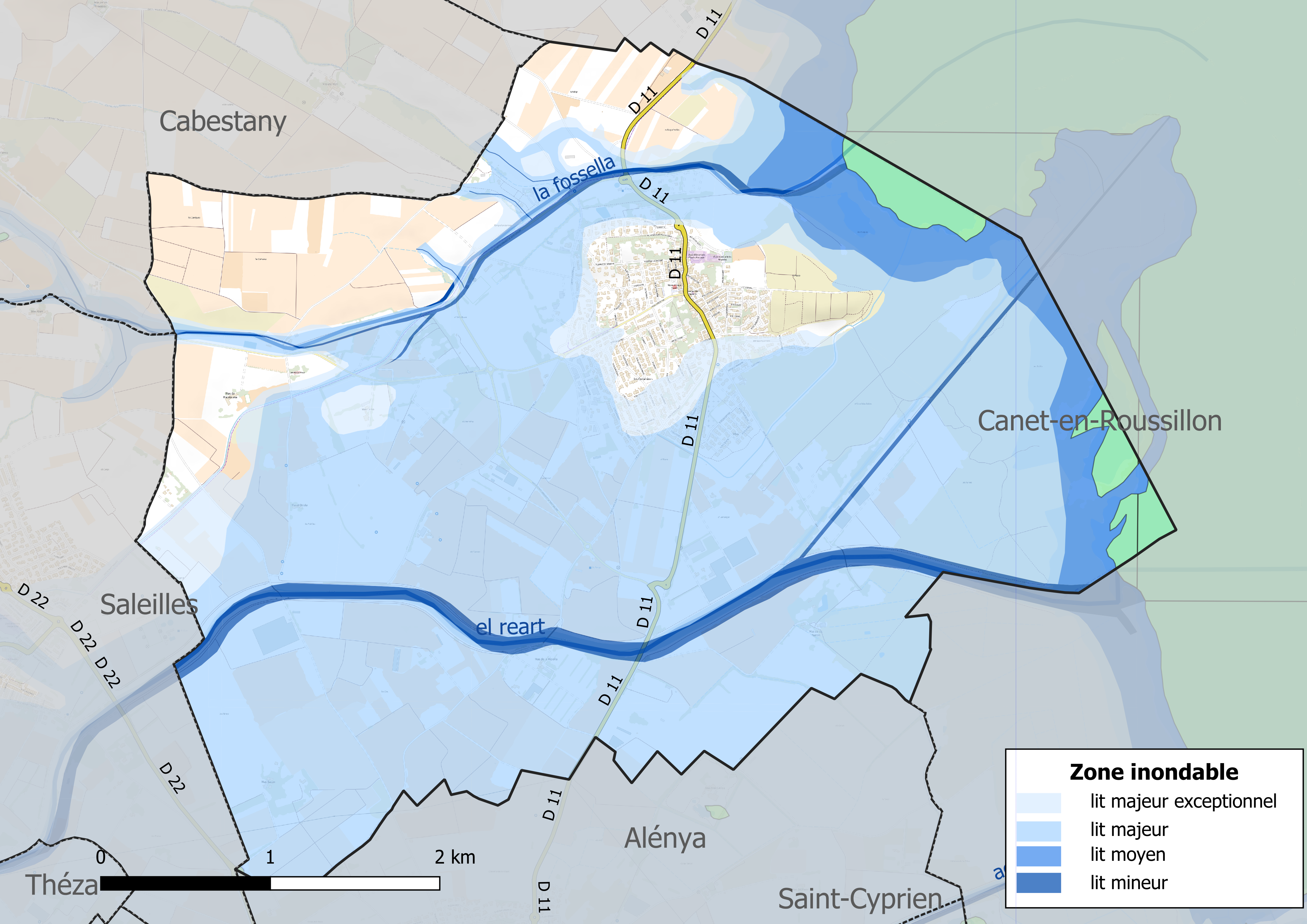
Carte des zones inondables.
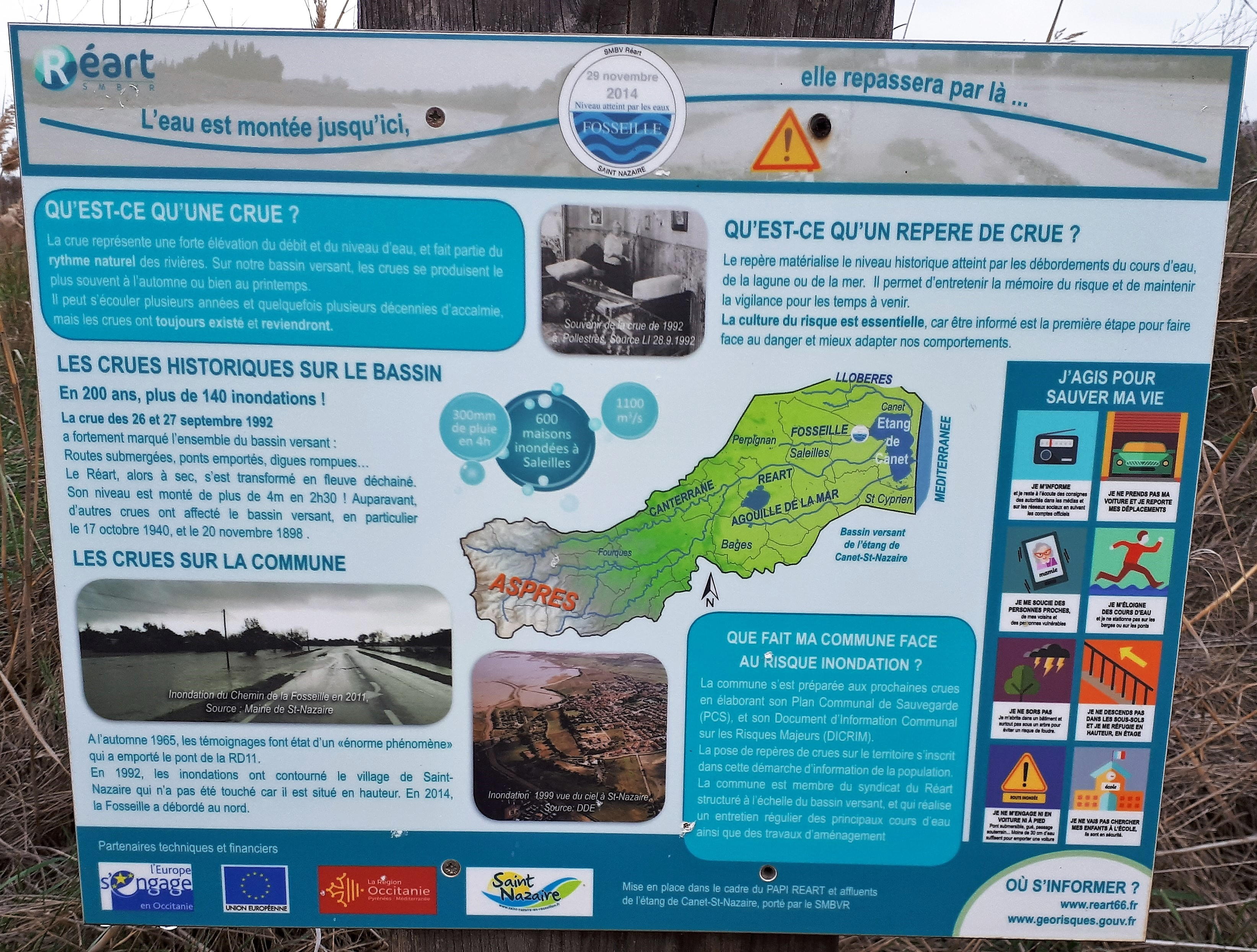
Pancarte explicative sur les inondations, situé à côté de la Fosseille, commune de St-Nazaire.
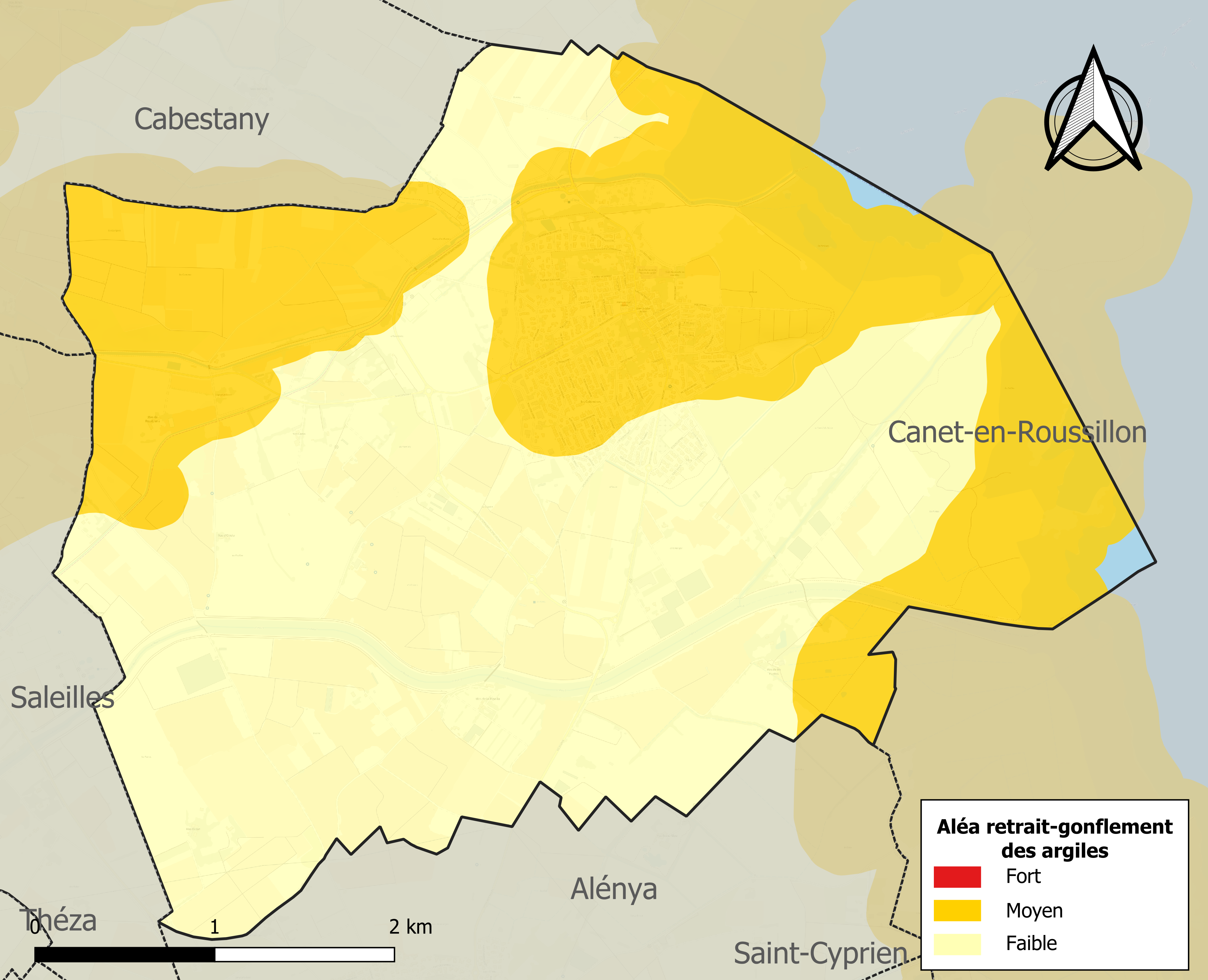
Carte des zones d'aléa retrait-gonflement des argiles.

## Toponymie
Formes du nom
La première mention du lieu date de l'an 899 : Sancti Nazarii. Un autre nom est mentionné au XIIe siècle sous différentes formes : Solza, Solsa et Castrum de Solca. On rencontre ensuite Sanctus Nazarius de Solsa au XIIIe siècle, Sent Nazari au XIVe siècle, Sancto Nazario de Salsa en 1583 puis simplement Sant Nazari au XVIIe siècle. En 1793, à la suite de la création des communes, le nom est Saint-Nazaire, encore utilisé aujourd'hui.
En catalan, le nom de la commune est de nos jours Sant Nazari de Rosselló.
Étymologie
Le nom de Solsa désignait sans doute des plantes du genre Salsola, abondantes autour de l'étang, et dont on utilisait alors les cendres pour obtenir de la soude caustique, employée en teinturerie.
Saint Nazaire est un martyr romain du Ier siècle.

## Histoire

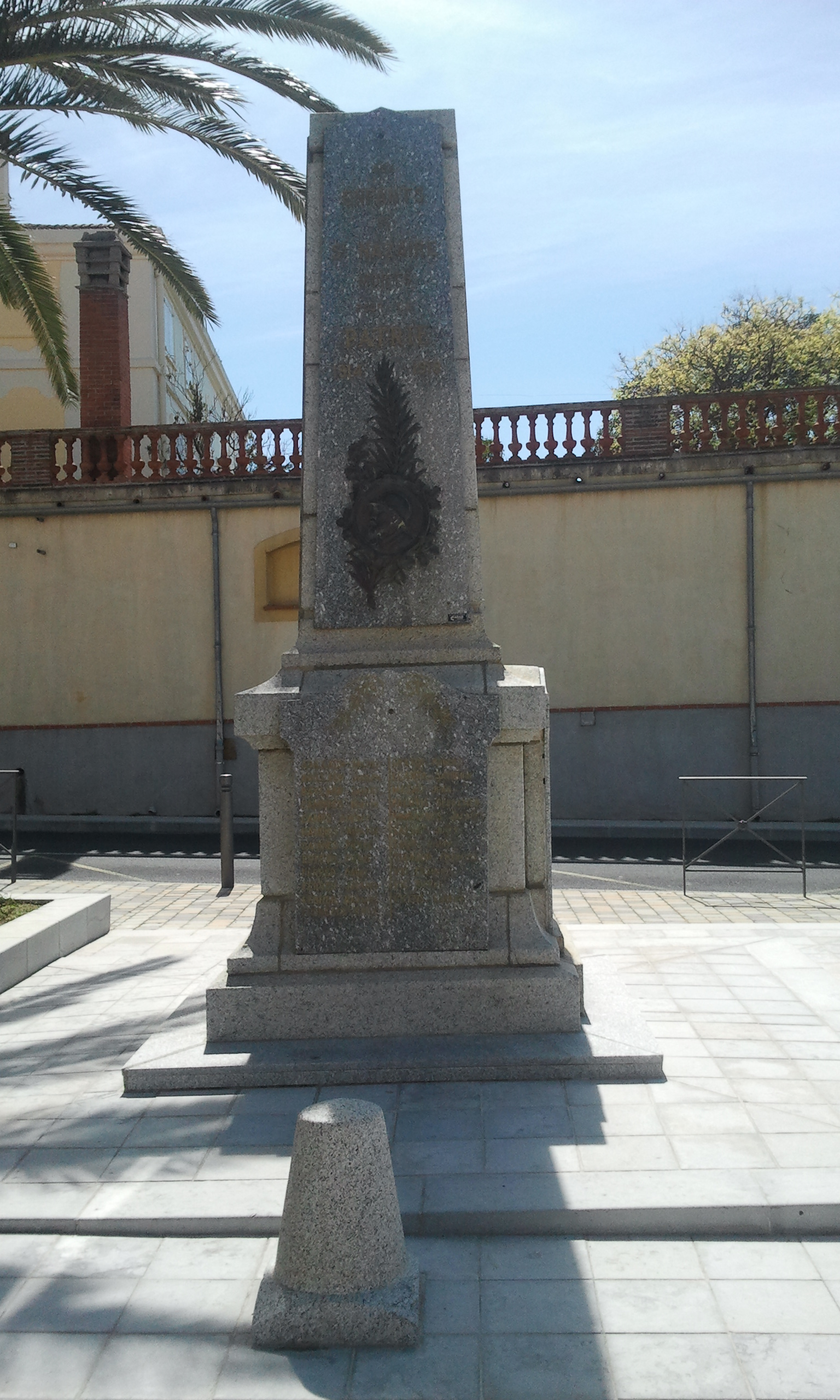
Le monument aux morts

Le village est mentionné pour la première fois en 899 comme possession de l'évêché d'Elne ; il est alors installé entre les salines et l'étang.
La commune de Saint-Nazaire est rattachée à celle de Canet par arrêté préfectoral du 20 décembre 1971. La nouvelle commune prend le nom de Canet-en-Roussillon-Saint-Nazaire. Saint-Nazaire reprend son autonomie le 15 novembre 1983.

## Politique et administration

### Canton
En 1790, la commune de Saint-Nazaire est incluse dans le canton d'Elne. Elle est rattachée en 1801 au canton de Perpignan-Est et y demeure lors de la fusion avec Canet en 1971. Ce canton est supprimé en 1973 et la nouvelle commune rejoint alors le canton de Perpignan-3. En 1982, Canet-en-Roussillon-Saint-Nazaire est incluse dans le nouveau canton de La Côte Radieuse, dans lequel demeurent Canet-en-Roussillon et Saint-Nazaire après leur séparation en 1983. Enfin, Saint-Nazaire rejoint le nouveau canton de Canet-en-Roussillon en 1997.
À compter des élections départementales de 2015, la commune est incluse dans le nouveau canton de la Côte sableuse.

### Liste des maires

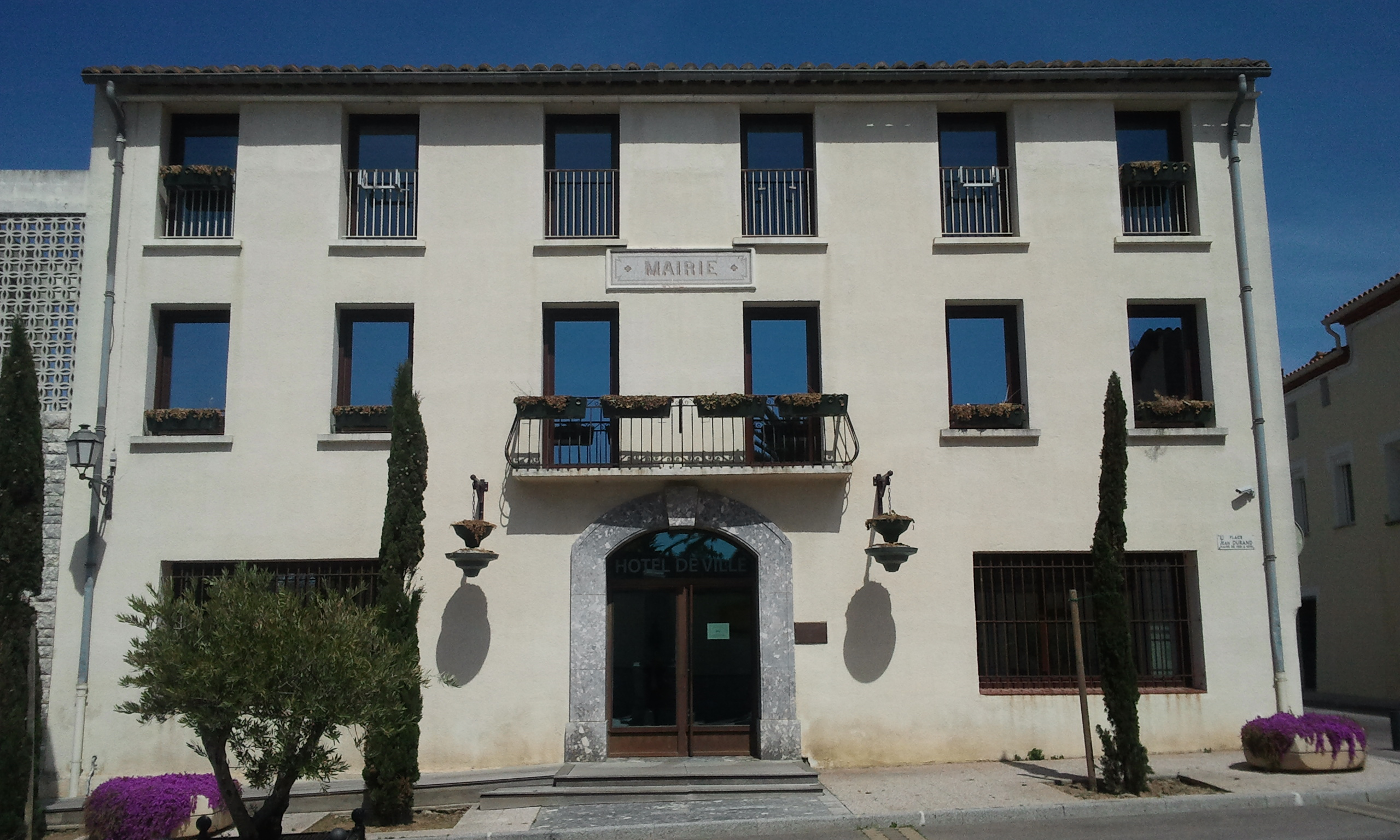
Mairie de Saint-Nazaire

| Les données manquantes sont à compléter.                           |               |                      |          |                                                                            |
|                                                                    |               |                      |          |                                                                            |
| 1971 : création de la commune de Canet-en-Roussillon-Saint-Nazaire |               |                      |          |                                                                            |
| 1971                                                               | novembre 1983 | Jacques Coupet       | UDF-Rad. | Entrepreneur en travaux publics Maire de Canet-en-Roussillon-Saint-Nazaire |
| novembre 1983 : défusion et rétablissement des deux communes       |               |                      |          |                                                                            |
| décembre 1983                                                      | mars 2001     | Henri Tanyères       | PS       |                                                                            |
| mars 2001                                                          | En cours      | Jean-Claude Torrens, | UMP-LR   | Fonctionnaire Conseiller général de Canet-en-Roussillon (2011 → 2015)      |

## Population et société

### Démographie ancienne
La population est exprimée en nombre de feux (f) ou d'habitants (H).
| 1378 | 1424 | 1470 | 1515 | 1553 | 1643 | 1709 | 1720 | 1730 |
| ---- | ---- | ---- | ---- | ---- | ---- | ---- | ---- | ---- |
| 5 f  | 5 f  | 8 f  | 13 f | 8 f  | 7 f  | 17 f | 20 f | 17 f |

| 1767  | 1774 | 1789 | 1790 | - | - | - | - | - |
| ----- | ---- | ---- | ---- | - | - | - | - | - |
| 105 H | 17 f | 25 f | 60 H | - | - | - | - | - |

### Démographie contemporaine
L'évolution du nombre d'habitants est connue à travers les recensements de la population effectués dans la commune depuis 1793. Pour les communes de moins de 10 000 habitants, une enquête de recensement portant sur toute la population est réalisée tous les cinq ans, les populations de référence des années intermédiaires étant quant à elles estimées par interpolation ou extrapolation. Pour la commune, le premier recensement exhaustif entrant dans le cadre du nouveau dispositif a été réalisé en 2006.

En 2022, la commune comptait 2 786 habitants, en évolution de +7,4 % par rapport à 2016 (Pyrénées-Orientales : +3,92 %, France hors Mayotte : +2,11 %).
| 1793 | 1800 | 1806 | 1821 | 1831 | 1836 | 1841 | 1846 | 1851 |
| ---- | ---- | ---- | ---- | ---- | ---- | ---- | ---- | ---- |
| 127  | 156  | 140  | 194  | 199  | 229  | 245  | 263  | 274  |

| 1856 | 1861 | 1866 | 1872 | 1876 | 1881 | 1886 | 1891 | 1896 |
| ---- | ---- | ---- | ---- | ---- | ---- | ---- | ---- | ---- |
| 246  | 220  | 271  | 285  | 362  | 427  | 450  | 480  | 498  |

| 1901 | 1906 | 1911 | 1921 | 1926 | 1931 | 1936 | 1946 | 1954 |
| ---- | ---- | ---- | ---- | ---- | ---- | ---- | ---- | ---- |
| 608  | 587  | 583  | 650  | 608  | 658  | 600  | 531  | 626  |

| 1962 | 1968 | 1990  | 1999  | 2006  | 2011  | 2016  | 2021  | 2022  |
| ---- | ---- | ----- | ----- | ----- | ----- | ----- | ----- | ----- |
| 662  | 706  | 2 048 | 2 380 | 2 319 | 2 516 | 2 594 | 2 785 | 2 786 |

Note : Pour 1975 et 1982
| selon la population municipale des années : | 1968 | 1975 | 1982 | 1990 | 1999 | 2006 | 2009 | 2013 |
| Rang de la commune dans le département      | 71   |      |      | 40   | 41   | 48   | 48   | 49   |
| Nombre de communes du département           | 232  | 217  | 220  | 225  | 226  | 226  | 226  | 226  |

### Manifestations culturelles et festivités
Festivités

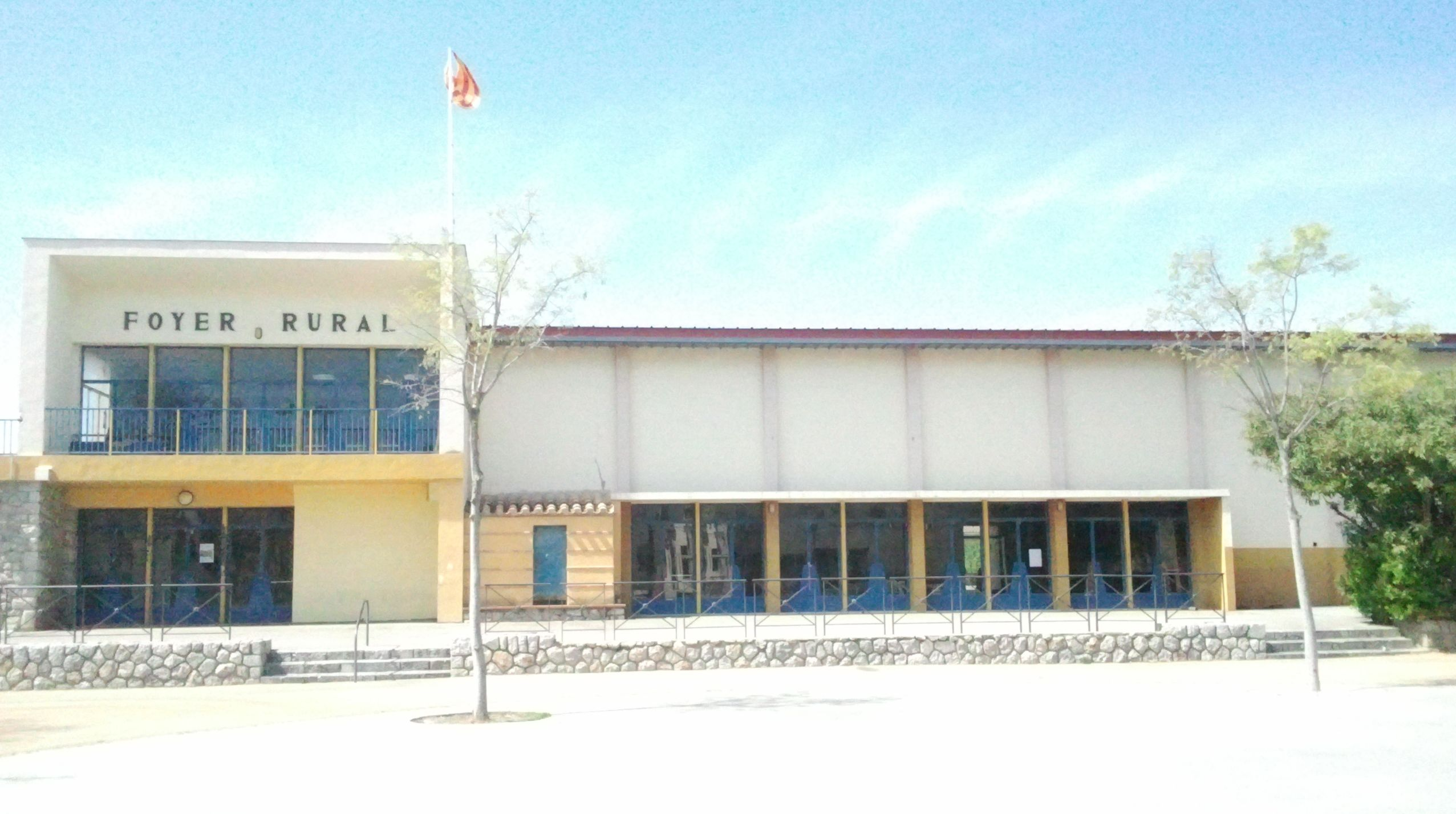
Le foyer rural

- Fête de l'étang : début juin, depuis 2011[56].

Équipements
- Le foyer rural est une salle polyvalente utilisée uniquement pour les manifestations culturelles ou festives organisées par la municipalité.
- La chapelle de l'Arca et les jardins environnants sont utilisés pour toutes sortes de manifestations, municipales ou privées.

## Économie

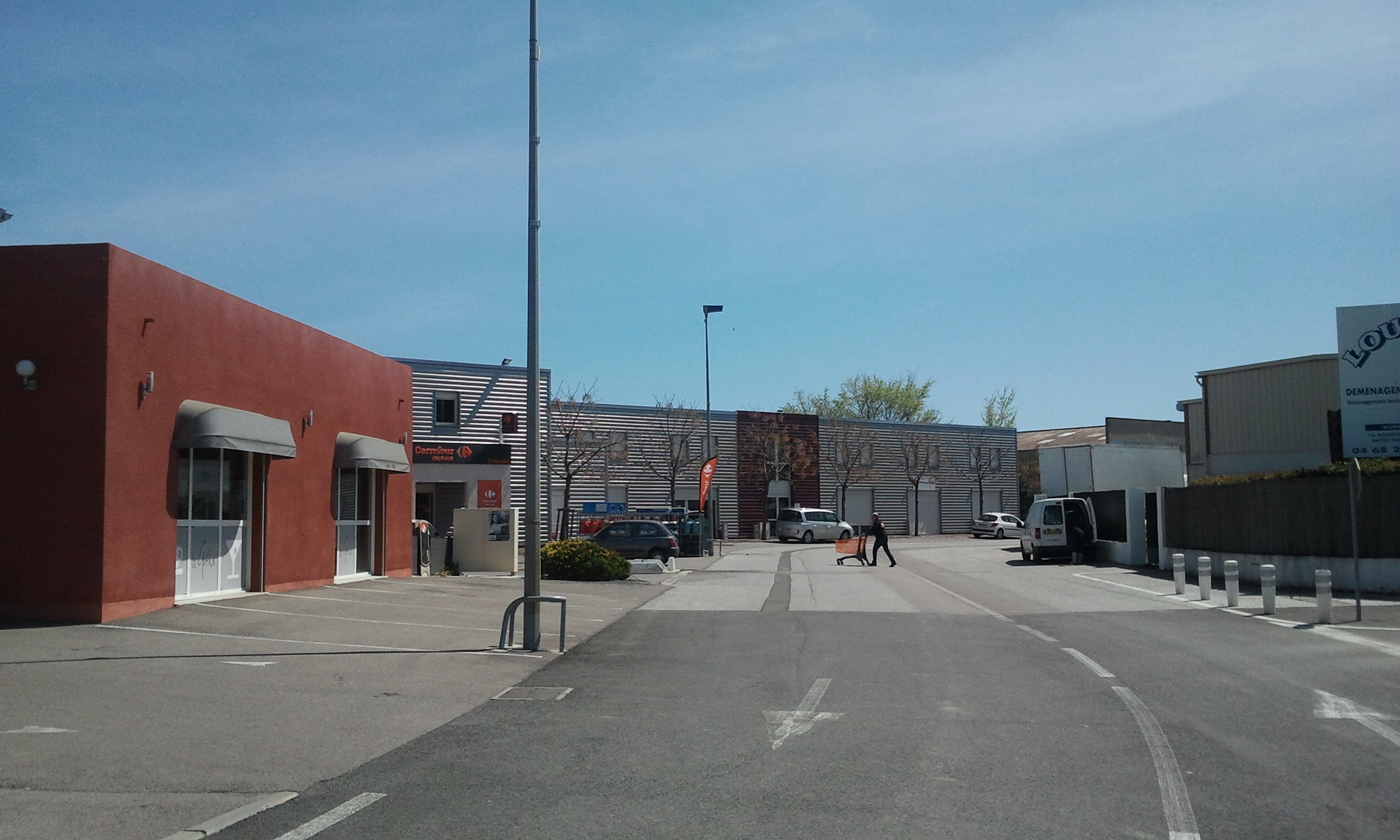
Entrée de la zone artisanale

### Revenus de la population et fiscalité
En 2010, le revenu fiscal médian par ménage était de 29 181 €.

## Culture locale et patrimoine

### Monuments et lieux touristiques

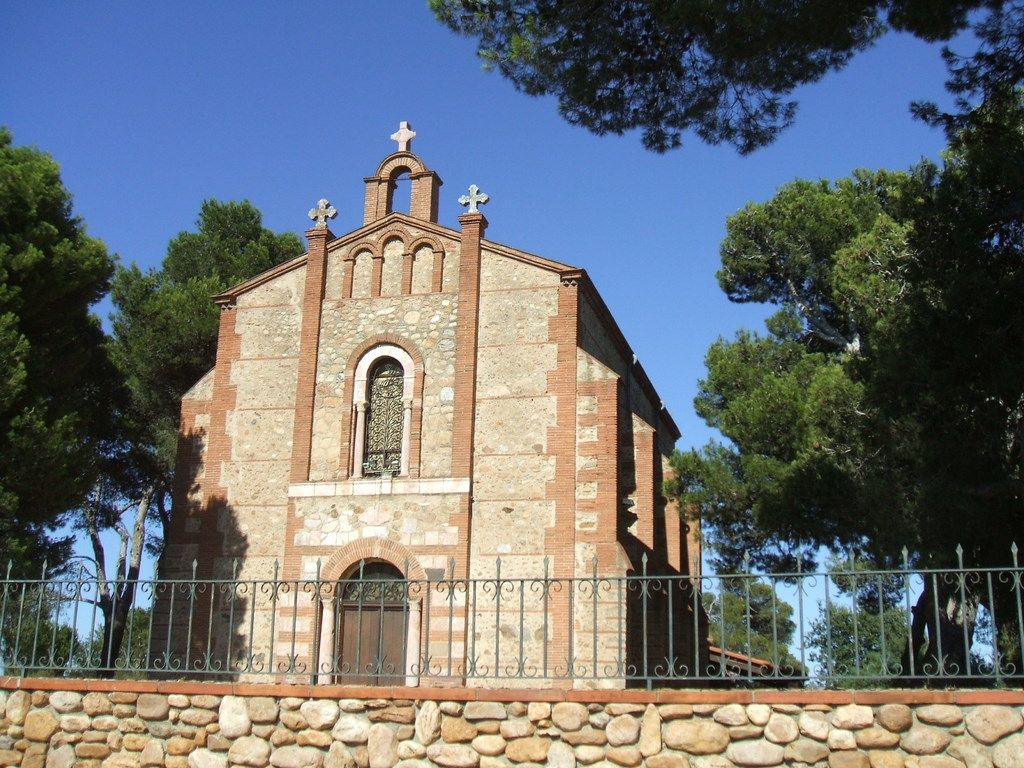
Chapelle Notre-Dame de l'Arca, située à l'ouest du village

- La plupart des bâtiments constituant le centre ancien du village datent du XIXe siècle.
- Le principal monument est l'église paroissiale Saint-Nazaire de Saint-Nazaire, d'origine romane, mais complètement reconstruite au XIXe siècle. Cet édifice est mentionné en 899. La construction de l'édifice actuel a débuté en 1875[45].
- À côté de l'église se dressait une tour médiévale, qui s'est effondrée dans les années 1970 ; ses vestiges ont été transformés en fontaine[59].
- À l'ouest du village, la chapelle Notre-Dame de l'Arca, construite aux alentours de 1890, se situe à proximité d'une ancienne motte ecclésiale, qui supportait la chapelle romane d'origine. Ruinées après la Révolution, la chapelle et la motte furent arasées dans le courant du XIXe siècle[60].

### Personnalités liées à la commune
- François Raynal (1904-1994) : joueur de rugby à XV né à Saint-Nazaire, finaliste du championnat de France de rugby à XV avec Perpignan dont il était capitaine en 1935. International de rugby à XV à 5 reprises entre 1935 et 1937. Troisième ligne centre ou aile (1,77 m - 81 kg). Clubs : Perpignan, Castres, Nice ;
- Roger Furcade (1928-) : international de rugby à XV, né à Saint-Nazaire.

### Héraldique
| Blason de Saint-Nazaire | Blason  | D'or à quatre pals de gueules, à la tour de Saint-Nazaire de gueules maçonnée de sable, brochant sur le tout. |
| Blason de Saint-Nazaire | Détails | Le statut officiel du blason reste à déterminer.                                                              |